# 1978 chez Disney
L'année 1978 au sein de la société Walt Disney Productions est marquée par le cinquantième anniversaire de Mickey Mouse mais beaucoup de projets sont en cours pour l'année suivante.

## Résumé
Pour le cinquantenaire de Mickey Mouse, l'entreprise réalise de nombreux produits dont une émission spéciale Mickey's 50. Les revenus de l'entreprise continuent de grimper avec 152 millions d'USD pour le cinéma.

### Productions audiovisuelles
Après le succès des Aventures de Bernard et Bianca (1977), le studio lance la production d'un moyen métrage avec les jeunes animateurs, Le Petit Âne de Bethléem qui sort en fin d'année.
Les studio ressort de nombreux films comme Les Enfants du capitaine Grant (1962), Le Livre de la jungle (1967), Pinocchio (1940) mais aussi la séquence La Mare aux grenouilles de Crapaud et le Maître d'école (1949) avec le film Tête brûlée et pied tendre. Mais il ressort aussi des courts métrages comme Le Petit Indien (1937), La Fontaine de jouvence de Donald (1953) et Pépé le grillon (1947). Le studio prévoit la sortie d'une film à gros budget pour l'année suivante Le Trou noir comme une réponse au succès de La Guerre des étoiles. Le film Superman est un succès dans la catégorie des films tous publics.
L'émission The Wonderful World of Disney poursuit sa production avec une dizaine de téléfilms. Il y a aussi une émission spéciale pour les 25 ans du programme  NBC Salutes the 25th Anniversary of The Wonderful World of Disney.

### Parcs à thèmes et loisirs
Il n'y a pas vraiment d'ajout majeur dans les parcs Disneyland et Magic Kingdom. L'attraction Matterhorn Bobsleds voit l'ajout d'un abominable homme des neiges (yéti) et le président Jimmy Carter est ajouté au Hall of Presidents.
À Walt Disney World, le tournoi de golf Walt Disney World Golf Classic augmente sa cagnotte à 200 000 USD.

### Autres médias
La production des disques par Disneyland Records n'est pas très enthousiasmante, selon Mark Arnold, hormis la sortie d'un single Mickey Mouse Disco qui annonce les sorties en 1979 de l'album et du film homonymes. Le groupe The Monkees de Davy Jones enregistre un album pour le cinquantième anniversaire de Mickey Mouse.
Gold Key Comics poursuit ses publications de comics et arrête pour la seconde fois et définitivement le titre Moby Duck. Le titre Winnie the Pooh est lui publié sous la forme d'un comic strip. Deux numéros de la publication  The Wonderful World of Disney Digest sont publiés.
Publications Gold Key Comics
- Donald Duck
- Mickey Mouse
- Uncle Scrooge
- Walt Disney's Comics and Stories
- The Beagle Boys
- Huey, Duey, Louie Junior Woodchunks
- Chip'n Dale
- Super Goof
- Scamp
- Walt Disney Showcase
- Daisy and Donald
- Moby Duck
- Winnie the Pooh

L'éditeur Abbeville Press, fondé en 1977 et spécialisé dans toutes les formes d'art, lance une collection des meilleures histoires de comics Disney ayant une couverture cartonnée blanche dont les deux premiers sont  l'un sur Mickey Mouse et l'autre sur Donald Duck :
- (en) Floyd Gottfredson, Walt Disney's Mickey Mouse, New York, Abbeville Press, coll. « Best Comics Series », 1978, 204 p. (ISBN 978-0896590052)
- (en) Carl Barks, Walt Disney Donald Duck, New York, Abbeville Press, coll. « Best Comics Series », 1978, 195 p. (ISBN 978-0896590069)

D'autres ouvrages importants sont publiés comme la première édition de Walt Disney's Treasury of Children's Classics ou Walt Disney's America de Christopher Finch à nouveau chez Abbeville Press.

### Futures filiales
En juin 1978, le Hartford Courant annonce la nomination de Bill Rasmussen comme vice président de la chaîne Entertainment and Sports Programming et son fils Scott comme directeur des programmes avec un début des services pour septembre. En juillet 1978, Bill Rasmussen fonde avec son fils Scott et Ed Eagan, un ancien agent d'assurance, une chaîne de télévision consacrée au sport, ESP-TV, future ESPN.

## Événements

### Janvier
- 2 janvier 1978, Sortie du film La Coccinelle à Monte-Carlo en France.
- 20 janvier 1978, la série L'Île fantastique débute sur ABC[6]
- 31 janvier 1978, Les animateurs Frank Thomas et Ollie Johnston partent en retraite le même jour.

### Février
- 10 février 1978, Sortie nationale du film La Course au trésor aux États-Unis[7]

### Mars
- 10 mars 1978, Sortie du film Les Visiteurs d'un autre monde aux États-Unis[2],[8]

### Avril
- 15 avril 1978, Roy E. Disney obtient un accord de principe pour que Shamrock Holdings acheter le groupe de télévision et de radio Starr Broadcasting, basé à Westport dans le Connecticut[9].

### Juin
- 7 juin 1978, Ouverture au Disneyland Hotel d'un espace de loisirs nommé Water Wonderland, rénovation de la marina et des espaces de loisirs et restauration associés[10]
- 9 juin 1978, Sortie du film Le Chat qui vient de l'espace aux États-Unis[11]
- 26 juin 1978, le Hartford Courant la presse locale annonce la nomination de Bill Rasmussen comme vice président de la chaîne Entertainment and Sports Programming et son fils Scott comme directeur des programmes avec un début des services pour septembre[4].
- 30 juin 1978, Sortie du film Le Chat qui vient de l'espace dans la région de New York aux États-Unis[11],[12]

### Juillet
- 5 juillet 1978, Sortie du film Tête brûlée et pied tendre aux États-Unis[13],[14]
- 10 juillet 1978, Sortie nationale du film Le Chat qui vient de l'espace aux États-Unis[15]
- 14 juillet 1978, Fondation de la chaîne ESP-TV, future ESPN[5]
- 26 juillet 1978, Décès de Mary Blair, artiste et imagineer[16]
- 31 juillet 1978, la FCC autorise le transfert de la licence de la chaîne KMVI, de Starr à Shamrock Broadcasting, filiale de Shamrock Holdings[17]

### Août
- 23 août 1978, Sortie du film Un candidat au poil en France.

### Octobre
- 18 octobre 1978, Sortie du film Peter et Eliott le dragon en France.

### Novembre
- 18 novembre 1978, Mickey Mouse reçoit d'une étoile sur le Hollywood Walk of Fame[18].

### Décembre
- 1er décembre 1978, fin de l'émission The New Mickey Mouse Club[19]
- 16 décembre 1978, sortie du moyen métrage d'animation Le Petit Âne de Bethléem[20]